# الکساندر گوتفرید
الکساندر گوتفرید (انگلیسی: Alexander Gottfried؛ زادهٔ ۵ ژوئیهٔ ۱۹۸۵) دوچرخه‌سوار اهل آلمان است.